# WWE의 텔레비전 프로그램 목록
월드 레슬링 엔터테인먼트 (WWE)는 전 세계적으로 방영되고 있는데, 주로 TV 쇼 , 영화 , 온라인방송 , VOD 서비스 , 페이 퍼 뷰를 방영하고 있다.

## TV 프로그램 & 인터넷 방송
- 미국: 러, 터프이너프, NXT, 슈퍼스타즈, 스맥다운
- 알제리: WWE 바텀라인 , NXT , 스맥다운 , WWE 빈티지 컬렉션 , 더 WWE 익스피리언스
- 아르헨티나 : 러 , 스맥다운 , NXT
- 호주 : 러 , NXT , 슈퍼스타즈 , 스맥다운 , WWE 빈티지 컬렉션 , 더 WWE 익스피리언스 , WWE 애프터번 , 디스 위크 인 WWE
- 오스트리아 : 러 , NXT , WWE 애프터번 , 스맥다운 , 더 WWE 익스프리언스
- 바레인 : WWE 바텀라인 , NXT , 스맥다운 , WWE 빈티지 컬렉션 , 더 WWE 익스프리언스
- 방글라데시 : WWE 바텀라인 , 러 , NXT , 슈퍼스타즈 , 스맥다운 , WWE 빈티지 컬렉션 , 더 WWE 익스프리언스 , WWE 애프터번
- 벨기에 : 러 , 스맥다운
- 부탄 : WWE 바텀라인 , NXT , 더 WWE 익스피리언스 , 스맥다운 , 러 , WWE 빈티지 컬렉션
- 볼리비아 : 러 , NXT , 스맥다운
- 브라질 : 스맥다운 , 러 , NXT
- 불가리아 : 러 , 스맥다운, 슈퍼스타즈
- 콜롬비아 : NXT , 스맥다운
- 캐나다 : 러 , 스맥다운 , WWE 빈티지 컬렉션 , NXT , 더 WWE 익스피리언스
- 독일 : 러 , NXT , 스맥다운 , 슈퍼스타즈 , 더 WWE 익스피리언스 , WWE 애프터번
- 헝가리 러 , WWE 바텀라인
- 뉴질랜드 : 러 , NXT , 슈퍼스타즈 , 스맥다운
- 페루 : 러 , 스맥다운 , NXT
- 필리핀 : 러 , 스맥다운 , WWE 바텀라인 , WWE 애프터번 , 더 WWE 익스피리언스 , WWE 빈티지 컬렉션 , NXT , 슈퍼스타즈
- 포르투갈 : NXT , WWE 바텀라인 , WWE 애프터번 , 스맥다운 , 러 , 더 WWE 익스피리언스 , WWE 빈티지 컬렉션
- 푸에르토리코 : 러 , 스맥다운
- 남아프리카공화국 : 슈퍼스타즈 , WWE 애프터번 , 스맥다운 , WWE 바텀라인 , WWE 빈티지 컬렉션 , NXT , 러
- 스페인 : 러 , 스맥다운 , 디스 위크 인 WWE , WWE 빈티지 컬렉션
- 영국 : 러 , NXT , 스맥다운 , WWE 바텀라인 , WWE 애프터번 , WWE 빈티지 컬렉션 , 더 WWE 익스피리언스
- 한국 : 러 , 스맥다운, WWE 바텀라인 , WWE 메인이벤트 , 슈퍼스타즈

## WWE 스튜디오
- 2003년 WWE는 영화를 제작하기 시작했다. 스콜피온 킹 , 더 런다운, 워킹톨 등 드웨인 존슨을 주인공으로 한 영화가 제작되었다.

그 외에도 케인을 주인공으로 한 씨 노 이블 , 존 시나를 주인공으로 한 더 마린 , 스톤콜드 스티브 오스틴을 주인공으로 한 더 컨뎀드를
제작하였다. 

## WWE 클래식
- 2004년 WWE는 디지털 케이블 TV 사용자릴 위한 VOD 서비스를 시작하였다. 이 프로그램은 예전 프로그램, 경기, 하이라이트 등을 다룬다.

## WWE 페이 퍼 뷰
| 월:     | 명칭:                    | 첫 개최년도: | 예전 명칭:                                               |
| ------- | ------------------------ | ------------ | -------------------------------------------------------- |
| 1월     | 로얄럼블                 | 1988         |                                                          |
| 2월     | 패스트 래인              | 2015         |                                                          |
| 3월/4월 | 레슬매니아               | 1985         |                                                          |
| 4월     | 익스트림 룰즈            | 2009         |                                                          |
| 5월     | 페이백                   | 2013         |                                                          |
| 6월     | 머니 인 더 뱅크          | 2010         |                                                          |
| 7월     | 배틀그라운드             | 2013         |                                                          |
| 8월     | 섬머슬램                 | 1988         |                                                          |
| 9월     | 나이트 오브 챔피언스     | 2001         | 벤전스 (2001–2006), 벤전스 : 나이트 오브 챔피언스 (2007) |
| 10월    | 헬 인 어 셀              | 2009         |                                                          |
| 11월    | 서바이벌 시리즈          | 1987         |                                                          |
| 12월    | TLC : 테이블, 레더, 체어 | 2009         |                                                          |

## 과거의 WWE 프로그램
- 과거의 WWE 프로그램